# Ermesenda (miniserie)
Ermessenda fue una miniserie de ficción histórica en dos episodios basada en la biografía de Ermesenda de Carcasona. Fue producida y emitida originalmente en Cataluña por TVC y parte de su rodaje fue filmado en Gerona en abril de 2010. Estuvo protagonizada por diversos actores importantes del teatro catalán, entre los que destacan Laia Marull, en el papel de Ermesenda, Lluís Homar que encarnó a Abad Oliva y Dafnis Balduz, que interpretó a Berenguer Ramón I, el hijo de la condesa.
El serial contó con la dirección de Lluís Maria Güell y el guion de Merced Sàrrias y Nuria Furió, guionistas también de la serie Porca Miseria.

## Argumento
Ermessenda está ambientada en el siglo XI donde relata gran parte de la historia de Ermesenda de Carcasona, esposa de Ramón Borrell, que fue condesa de Barcelona, Gerona y Osona entre 993 y 1057, gobernando durante sesenta años y, a pesar de vivir en una época en que la política estaba fuertemente dominada por los hombres, consiguió llegar a ser una de las mujeres más poderosas e influyentes de la Historia de Cataluña.

## Contexto histórico
La serie se estrenó con el lema «La mujer más poderosa de la historia de Cataluña» (en catalán: La dona més poderosa de la història de Catalunya), donde hizo referencia a la naciente nación catalana, puesto que Cataluña no fue forjada como estado unificado hasta el reinado de Alfonso II de Aragón (1157-1196), pero el condado de Barcelona fue su núcleo originario y aportó un corpus legislativo con los Usatici Barchinonae (Usatges de Barcelona), un marco jurídico con el Liber domini regis, unos referentes culturales con las Gesta Comitum Barchinonensium y aun el simbolismo, ya que por un lado, el soberano de Cataluña ostenta la dignidad de «Conde de Barcelona» y, por otra, las armas del linaje de los condes de Barcelona se han convertido el escudo de Cataluña.

## Producción
El rodaje de Ermessenda duró nueve semanas, y las localidades que se escogieron para la filmación fueron Tarrasa, Gerona, Sant Cugat del Vallés, Castellar del Vallés y Barcelona. El proyecto, coproducido por Televisió de Catalunya y Ovideo TV y la colaboración del Instituto Catalán de las Empresas Culturales (ICEC) y el soporte del Instituto de la Cinematografía y de las Artes Audiovisuales (ICAA), contó con un presupuesto total de 2,7 millones de euros. También cabe destacar que algunos de los escenarios fueron recreados digitalmente, como ahora la reproducción en formato tridimensional de las murallas de Barcelona y las escaleras de la Catedral de Santa María de Gerona.

## Reparto
- Ermesenda de Carcasona está interpretada por Laia Marull: esposa de Ramón Borrell, condesa consorte de Barcelona, Gerona y Osona.
- Ramón Borrell está interpretado por Francesc Orella: marido de Ermesenda, conde de Barcelona, Gerona y Osona.
- Berenguer Ramón I está interpretado por Dafnis Balduz: hijo de Ermesenda y Ramón Borrell, conde de Barcelona, Gerona y Osona.
- Ramón Berenguer I está interpretado por Álvaro Cervantes: hijo de Berenguer Ramón I y de Sancha de Castilla.
- Abad Oliva está interpretado por Lluís Homar: conde de Berga y Ripoll, obispo de Vic y abad de Santa María de Ripoll y San Miguel de Cuixá.
- Hugo I de Ampurias está interpretado por Roger Coma: conde de Ampurias, amigo de Ramón Borrell y Ermesenda.
- Pedro de Carcasona está interpretado por Pau Durà: hermano de Ermesenda y obispo de Gerona.
- Riquilda está interpretada por Rosa Renom: hermana de Ramón Borrell, cuñada de Ermesenda y madre de Guislaberto.
- Guislaberto I de Barcelona está interpretado por Julio Manrique: hijo de Riquilda, sobrino de Ermesenda, vizconde y obispo de Barcelona.
- Mir Geribert está interpretado por Oriol Vila: primo de Berenguer Ramón I, Estefanía y Guislaberto, barón del Panadés.
- Sunifred de Lluçà está interpretado por Francesc Garrido: varón del condado de Osona, miembro del consejo de los condes.
- Sancha Sánchez de Castilla está interpretada por Marina Gatell: infanta de Castilla, casada con Berenguer Ramón I.
- Ponç Bonfill Marc está interpretado por Joan Massotkleiner: juez miembro del consejo de los condes.
- Almodis de la Marca está interpretado por Bea Segura: noble occitana, noble occitana, tercera esposa de Ramón Berenguer I.
- Estefanía Ramírez está interpretada por Alba Sanmartí: hija Ramón Borrell y Ermessenda, casada con Roger de Tosny.
- Roger de Tosny está interpretado por Ricard Sales: noble normando de la Casa de Tosny.

## Premios y nominaciones
- Asociación Internacional de Críticos de Música de Cine (IFMCA)

| Año  | Categoría                                    | Premiado       | Resultado |
| ---- | -------------------------------------------- | -------------- | --------- |
| 2012 | Mejor banda sonora para series de televisión | Arnau Bataller | Ganador   |

- Premios Gaudí

| Año  | Categoría                      | Resultado |
| ---- | ------------------------------ | --------- |
| 2012 | Mejor película para televisión | Nominado  |